# 古德蘭鎮區 (密歇根州)
古德蘭鎮區（英語：Goodland Township）是位於美國密歇根州拉皮爾縣的一個行政鎮區。

## 地方資料
古德蘭鎮區的面積為92.62平方千米，當中陸地面積為92.15平方千米，而水域面積為0.47平方千米。根據2020年美國人口普查的數據，當地共有人口1735人，而人口密度為每平方千米18.73人。